# Xylotrechus carenifrons
Xylotrechus carenifrons es una especie de escarabajo longicornio del género Xylotrechus. Fue descrita científicamente por Castelnau & Gory en 1841.
Se distribuye por Sri Lanka. Mide 9-15 milímetros de longitud. El período de vuelo ocurre en el mes de abril.